# Condenas de París

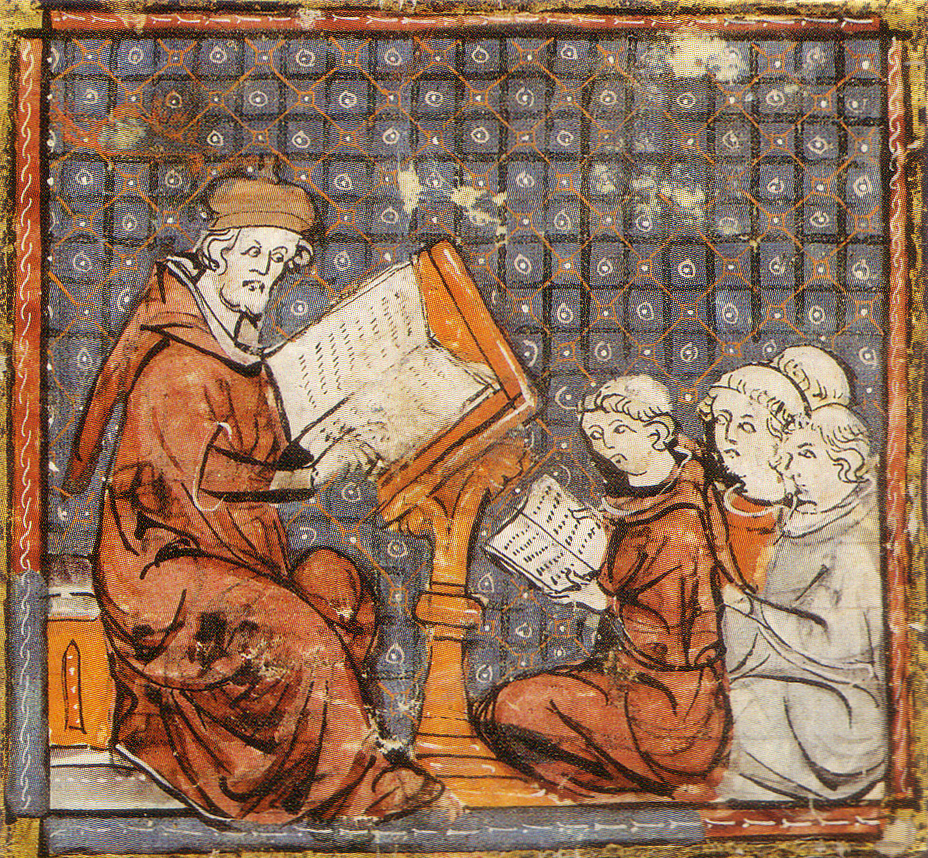
Curso de filosofía en París, ilustración de Grandes crónicas de Francia.

La Iglesia católica de la Edad Media certificaba que la Universidad de París era el centro intelectual de la cristiandad medieval. Entre los siglos XIII y XIV se sucedieron en la ciudad de París una serie de condenas, de las cuales destacan las de 1210, 1270 y 1277. Las Condenas de la Universidad de París fueron promulgadas para censurar ciertas enseñanzas, evitando las que los medievales tacharon de herejía. 
Durante el período medieval, se censuró todo conocimiento que pudiese desafiar la existencia de Dios, incluyendo enseñanzas teológicas medievales, pero muy en particular la física aristotélica. El acechamiento a estas enseñanzas fue promovido por los obispos de París, quienes denunciaron el estudio de dichas materias.
La Universidad de París promulgó una serie de listas de censura, unas dieciséis aproximadamente, entre los siglos XIII y XIV.   Las primeras investigaciones se llevaron a cabo por el Sínodo Provincial reunido en Sensen 1210, luego siguieron las Condenas de 1270 y 1277. Los historiadores destacan por encima del resto la condena de 1277, considerando que los maestros promovían a través de las disputatio cuestionar los principios aristotélicos de la ciencia.
De la condena de 1277, podemos destacar la prohibición impugnada por el obispo Étienne Tempier, de prohibir pronunciar las enseñanzas de los textos del filósofo andalusí Averroes, o del filósofo heleno Aristóteles. Dichos textos eran designados exclusivamente a los maestros en teología, por lo que si cualquiera los pronunciaba, e incluso si era el que los escuchaba, corría peligro de ser denunciado y por consiguiente excomulgado si no se disculpaba ante el obispo en el plazo de una semana.
Esta condena fue anulada puesto que prohibía las premisas aristotélicas que el máximo exponente de la escolástica, Tomas de Aquino, había adaptado al cristianismo.
Algunos historiadores de la ciencia han advertido que la condena de 1277 permitió dar pie a nuevas teorías sobre la multiplicidad del mundo, negadas por Aristóteles, o las propiedades de la materia. Uno de los autores más reconocidos en este ámbito es Pierre Duhem.